# Sieradowice-Parcele
Sieradowice-Parcele – wieś w Polsce położona w województwie świętokrzyskim, w powiecie kieleckim, w gminie Bodzentyn.
W latach 1975–1998 miejscowość należała administracyjnie do województwa kieleckiego.